# Abraxas submartiaria
Abraxas submartiaria là một loài bướm đêm trong họ Geometridae.